# Château anglais

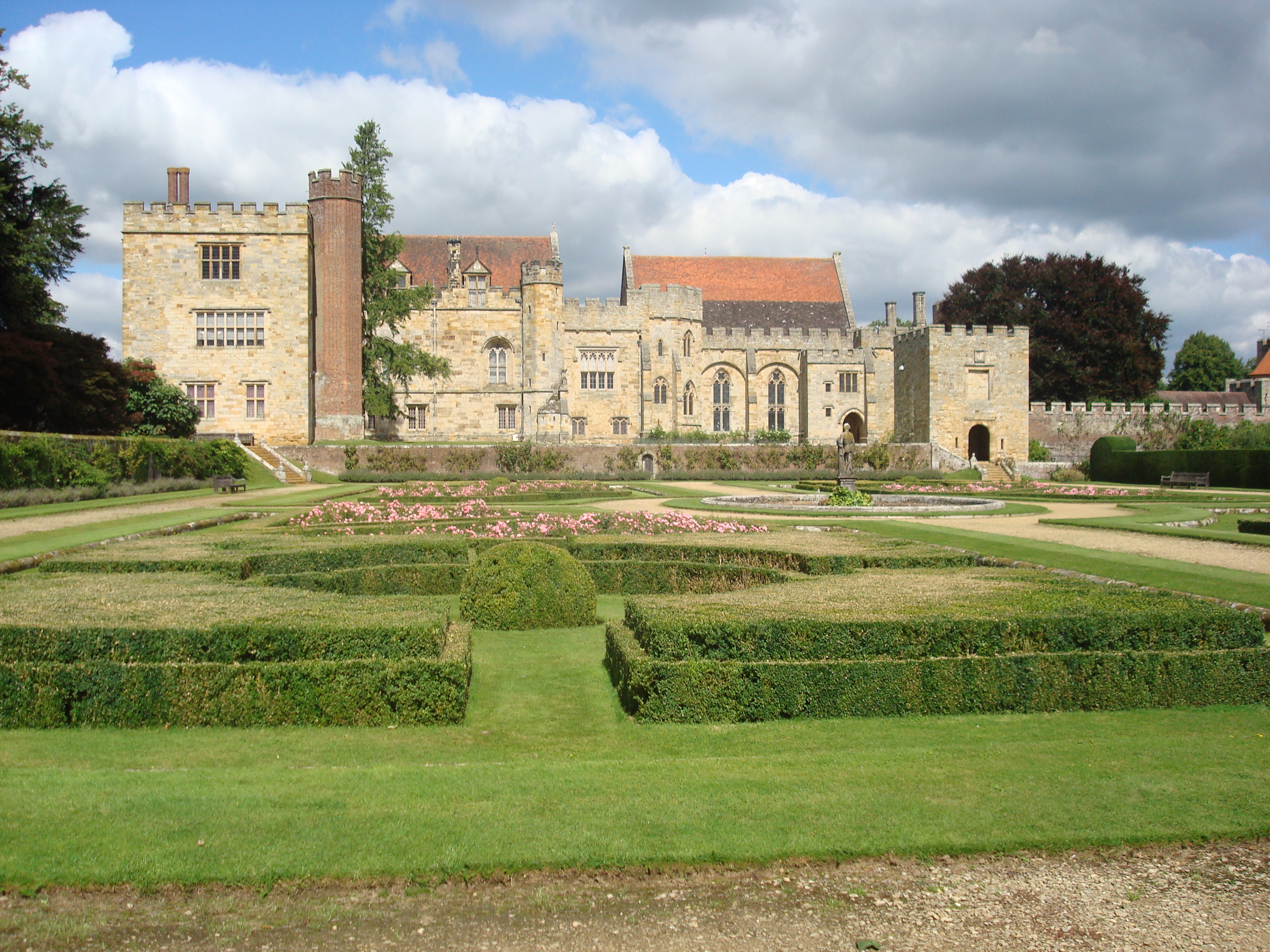
Un manoir médiéval : Penshurst Place

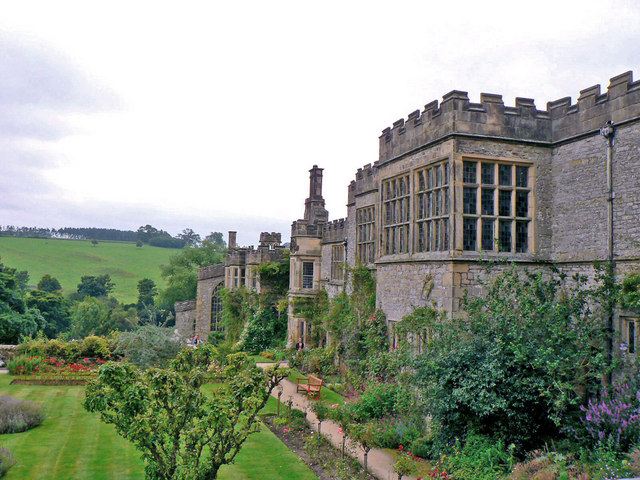
Aménagement d'époque élisabéthaine (galerie) à Haddon Hall

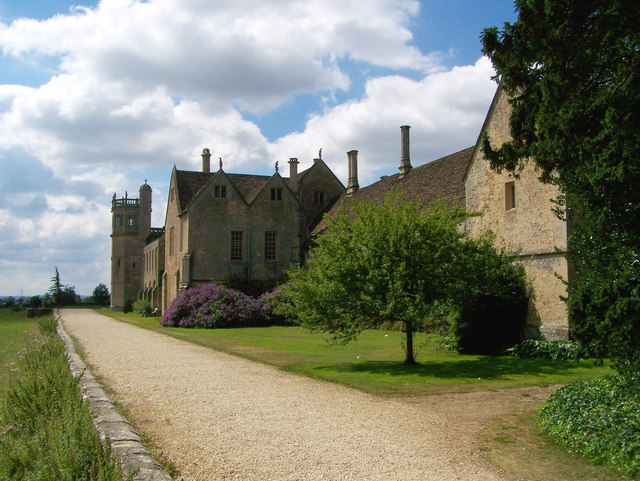
Un ancien monastère transformé en château : Lacock Abbey

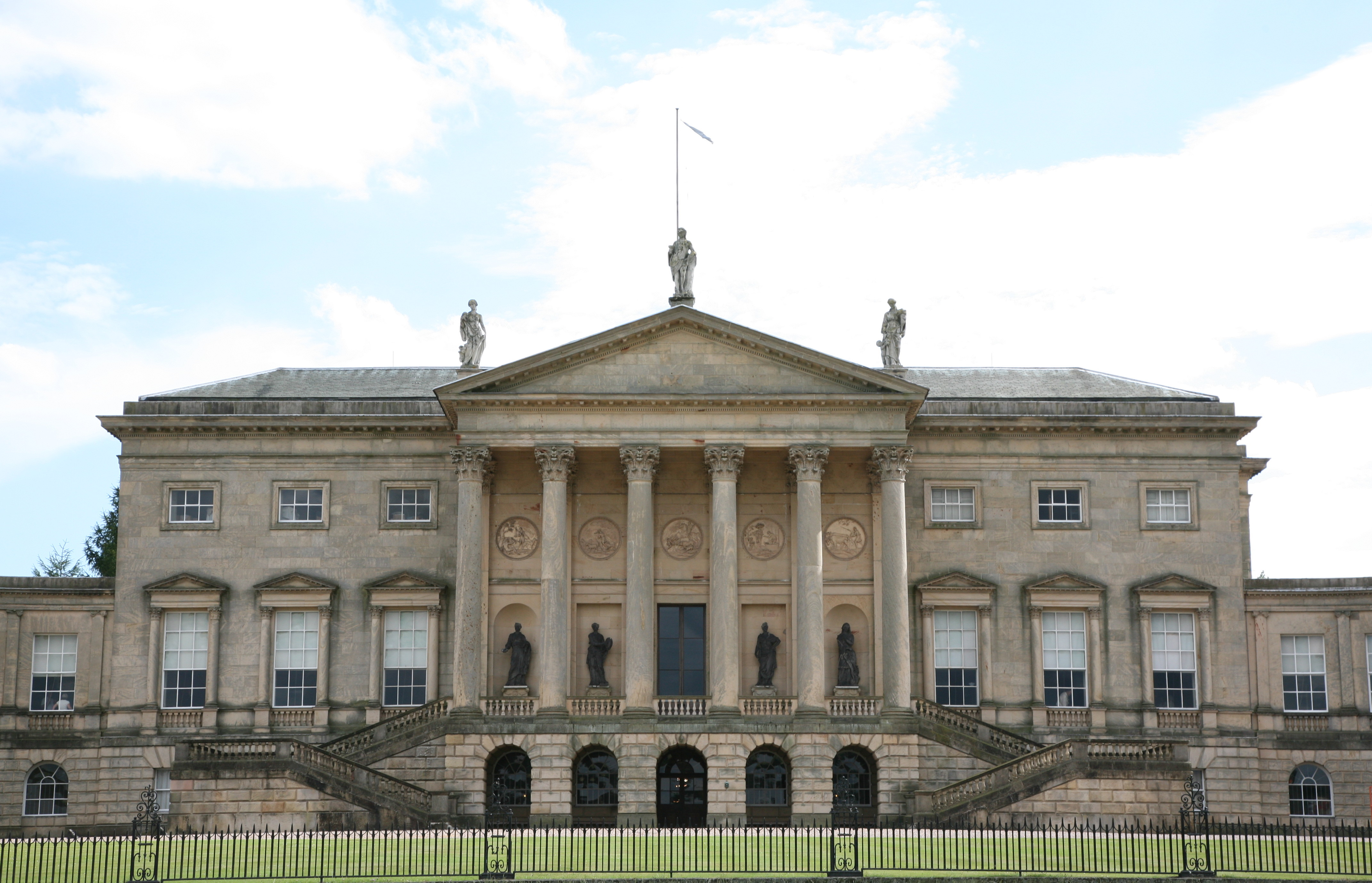
Un château de style palladien : Kedleston Hall

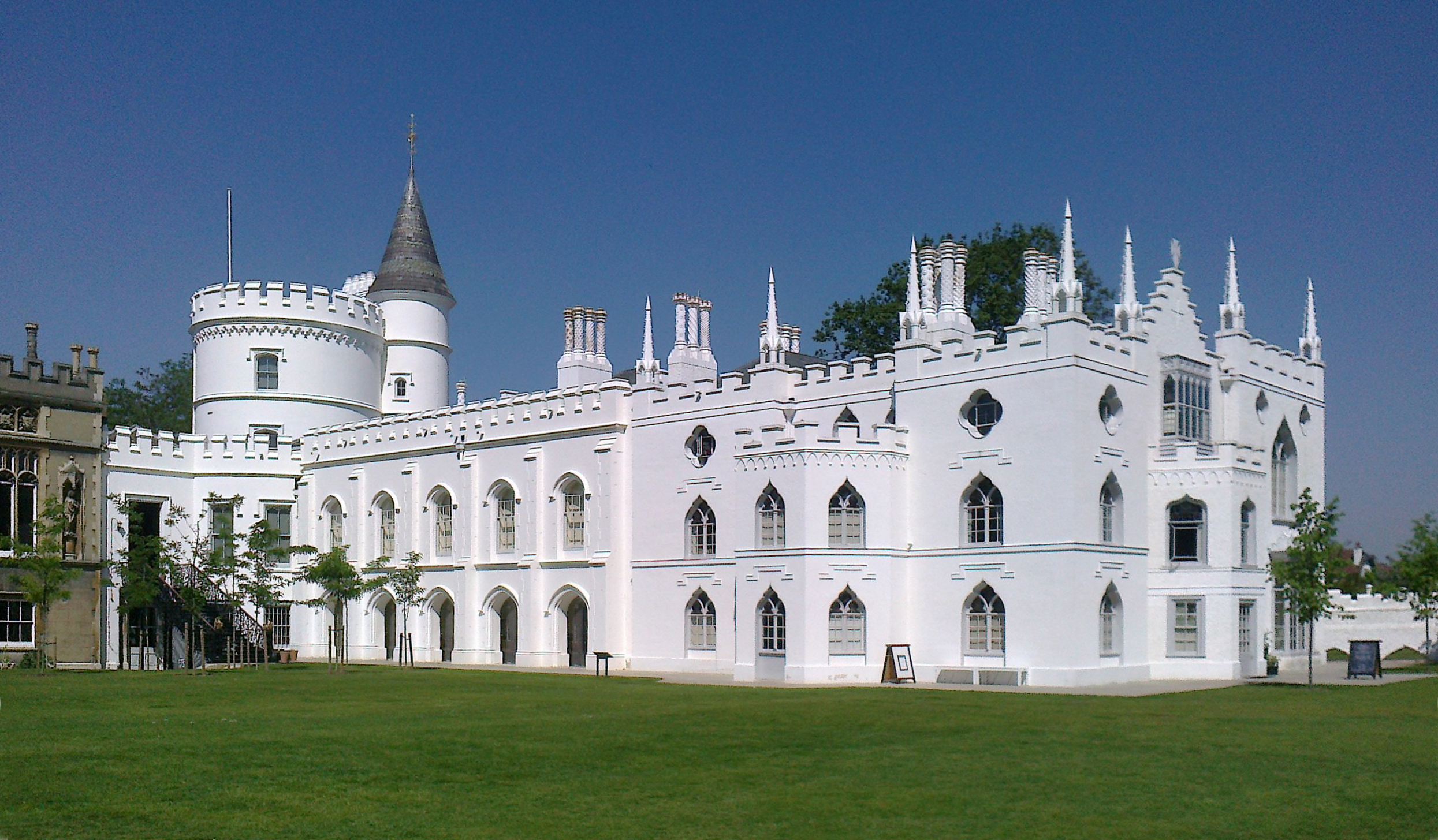
Le château néo-gothique de Horace Walpole

Le terme français « château anglais » traduit improprement le terme générique anglais country house (littéralement : maison de campagne). Il s'agit de demeures plus ou moins vastes, entourées d'un parc d'agrément, propriétés ancestrales de grandes familles (titrées ou non) qui possédaient aussi en général un hôtel particulier à Londres (Townhouse (en)). Ces résidences, principales ou secondaires, lieux de pouvoir d'aristocrates ou de grands propriétaires terriens (landed gentry) qui, jusqu'au premier tiers du XIXe siècle, tiraient leurs revenus de leurs terres et régentaient l'Angleterre rurale, sont qualifiées en français, de manoirs, châteaux, gentilhommières.

## Historique

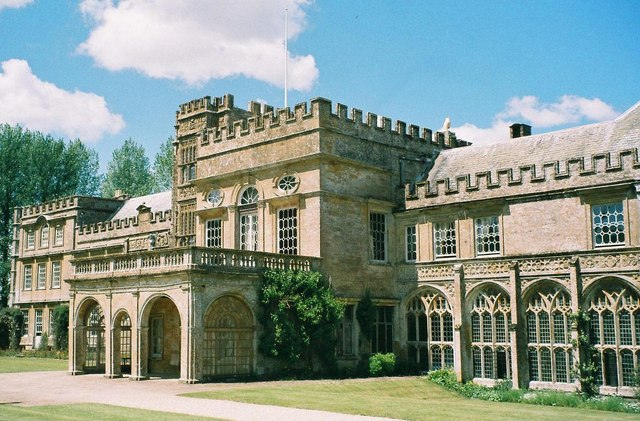
Un ancien monastère cistercien : Forde Abbey

Comme dans le reste de l'Europe, la fin du Moyen Âge voit les guerres féodales disparaitre et le pouvoir royal se renforcer, garant d'une certaine stabilité politique. Aussi la fonction résidentielle des châteaux prend-elle désormais le pas sur leur fonction défensive.

### Évolution
En Angleterre, les premières country houses apparaissent sous les Tudor, avec le remaniement progressif des demeures fortifiées. Puis, avec la dissolution des monastères, de nombreux bâtiments ecclésiastiques furent transformés en résidences privées, comme l'abbaye de Lacock, celle de Woburn ou encore celle de Forde, et le règne d'Élisabeth Ire vit apparaître de véritables palais, comme Burghley House, Longleat ou  le manoir royal de Hatfield et, plus tard, le palais baroque de Blenheim. C'est durant « l'âge d'or » élisabéthain et le règne de son successeur Jacques Ier (Ère jacobéenne) qu'ont commencé à faire leur apparition les premières demeures conçues par un architecte pour les grands aristocrates, que l'on considère aujourd'hui comme les plus parfaits exemples de la « maison de campagne anglaise ». Hormis Robert Cecil, alors  ministre en chef de Jacques Ier, bâtisseur en 1611 dans le pur style jacobien de Hatfield House, les architectes comme Inigo Jones (1573-1662) introduit le style palladien en Angleterre, William Adam (1689–1748) et ses fils, John, James et Robert créent un style néoclassique célèbre, le style Adam.
La mode du style palladien, florissant jusqu'au milieu du XVIIIe siècle, puis du style néoclassique entraîne la reconstruction totale de demeures de la grande aristocratie comme Chatsworth House (par William Talman) et l'aménagement coûteux de leur parc par des architectes-paysagistes renommés, comme Capability Brown. Les familles moins puissantes, ou moins riches que le duc de Devonshire, se contentent souvent d'ajouts et de rénovations qui marient plus ou moins harmonieusement les styles et les modes, comme à Lyme Park où la galerie à arcades de style italien (de Giacomo Leoni) masque judicieusement les irrégularités des constructions successives. Ce sont là les authentiques maisons de campagne anglaises.
L'époque romantique et le XIXe siècle privilégient le style néo-Renaissance, comme au château de Highclere, ou le néo-gothique, comme dans le château d'Horace Walpole, Strawberry Hill House.

### Variété descountry houses
La taille et le style de ces demeures, la dimension des jardins et parcs qui les entourent sont très variables, et les termes qui les caractérisent sont tout aussi variés. Si « House » est très fréquent (Belton House, Chatsworth House, Hartwell House, Knole House, Petworth House, Sandringham House, etc.), on trouve aussi « Hall » (Sudbury Hall, Haddon Hall, Edgcote Hall, Kedleston Hall…) et « Park » (Hylands Park, Lyme Park, Prior Park…). Le terme « Abbey » rappelle l'origine religieuse de certains de ces bâtiments (Lacock Abbey), et « Castle » fait en général référence à une construction initialement fortifiée (Bedford Castle, Arundel Castle, Raby Castle, Appleby Castle, Kimbolton Castle, etc.), mais pas toujours (Highclere n'est pas appelé « château » avant les années 1850). On trouve plus rarement « place » (Penshurst Place) et « manor » (Waddesdon Manor, Garsington Manor). Le terme « court » signale que le lieu appartient ou a appartenu au domaine royal (Luckington Court).

## Survie descountry houses
Le lent déclin du pouvoir politique des grands propriétaires terriens au cours du XIXe siècle, la crise agricole des années 1870, la saignée de la Première Guerre mondiale, la forte augmentation des taxes et les droits de succession élevés ont porté un coup fatal aux revenus et au style de vie très codifié (illustré par Downton Abbey) des propriétaires de ces grandes demeures aristocratiques. Plus d'un millier, et non des moindres, ont été détruites au cours du XXe siècle, faute de pouvoir être entretenues, leur contenu (mobilier, tableaux, vaisselle...) vendu aux enchères et les bâtiments transformés en carrière de pierres, longtemps dans l'indifférence générale. Quelques-unes furent achetées par de riches industriels et reconstruites aux États-Unis. Pendant la Seconde Guerre mondiale, un certain nombre furent réquisitionnées et très dégradées ; 300 ont été détruites dans les années 1950. Mais les historiens et l'opinion publique ont peu à peu réalisé la nécessité de  protéger ces bâtiments patrimoniaux, survivants vulnérables d'une époque disparue.
Certaines, toujours habitées par leurs propriétaires historiques, ont dû s'ouvrir au public. Un certain nombre a été confié au National Trust. Leur contenu est parfois la propriété de musées locaux ou nationaux comme le Victoria and Albert Museum. Une source de revenus est l'organisation de cérémonies, de séminaires ou de mariages, une autre d'être un lieu de tournage.